# NGC 4981
NGC 4981 este o galaxie spirală situată în constelația Fecioara. A fost descoperită în 17 aprilie 1784 de către William Herschel. Se află la o distanță de 20,99 de megaparseci de Pământ.